# Von Behring (cráter)

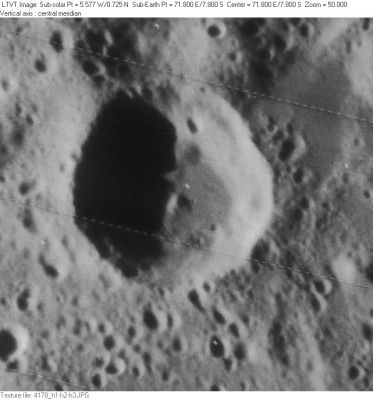
Fotografía de la misión Lunar Orbiter 4

Von Behring es un pequeño cráter de impacto que se encuentra en la parte oriental de la Luna, al norte-noreste del cráter Kapteyn más grande, y al noroeste de La Pérouse.
|  |

El cráter es circular y simétrico, con un borde exterior que solo está ligeramente erosionado. Posee un pequeño pico central en el punto medio del suelo interior.
El cráter fue designado Maclaurin F antes de ser renombrado por la UAI en 1979.